# Соколина долина
Соколина долина (Sokolia dolina) — каньйон в Словаччині; знаходиться в масиві Словацький Рай. Розташований біля села Летановці.
Каньйон довжиною приблизно 4 кілометри. В ущелині розміщається Завойовий водопад висотою 78 метрів; такоє є Скельний і Вишній водопад. Через ущелину проходить екологічна стежка.